# Tonči Valčić
Tonči Valčić (Zadar, 9 de junio de 1978) es un exjugador de balonmano croata que jugó de lateral izquierdo. Su último equipo fue el RK Zagreb. Jugó en la Selección de balonmano de Croacia.
Con la selección ganó la medalla de oro en el Campeonato Mundial de Balonmano Masculino de 2003 y las de plata en el Campeonato Mundial de Balonmano Masculino de 2009, en el Campeonato Europeo de Balonmano Masculino de 2008 y en el Campeonato Europeo de Balonmano Masculino de 2010.

## Palmarés

### RK Zagreb
- Liga de Croacia de balonmano (14): 1997, 1998, 1999, 2000, 2009, 2010, 2011, 2012, 2013, 2014, 2015, 2016, 2017, 2018
- Liga SEHA (1): 2013
- Copa de Croacia de balonmano (14):  1997, 1998, 1999, 2000, 2009, 2010, 2011, 2012, 2013, 2014, 2015, 2016, 2017, 2018

## Clubes
- RK Zagreb (1996-2000)
- TV Grosswallstadt (2000-2003)
- BM Torrevieja (2003-2007)
- Ademar León (2007-2008)
- RK Zagreb (2008-2018)